# تواصل لمسي

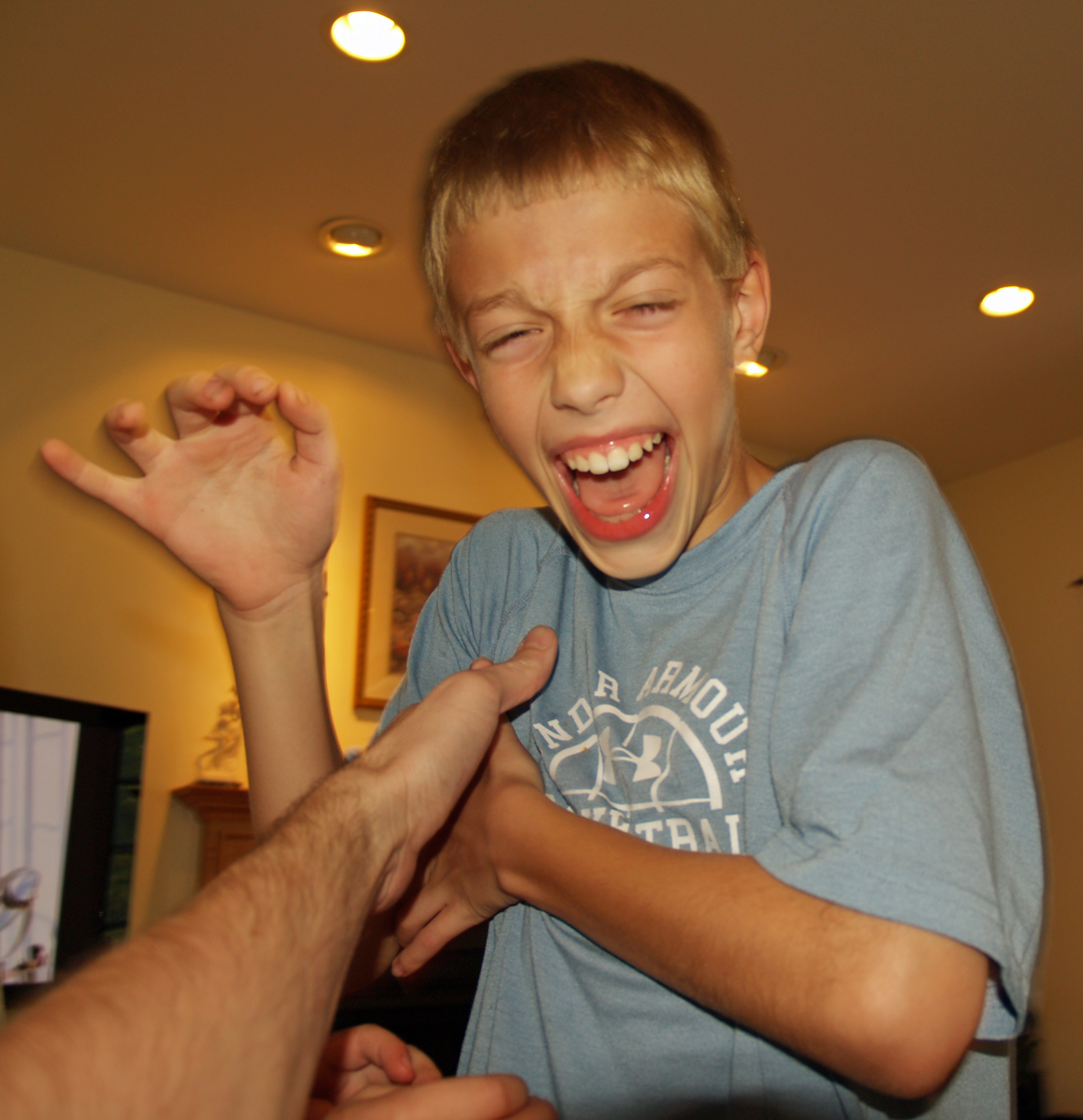
فتى يضحك بفعل الدغدغة

التواصل اللمسي فرع من فروع التواصل غير اللفظي الذي يشير إلى الطرق التي يتفاعل ويتواصل بها الناس والحيوانات عبر حاسة اللمس. حاسة اللمس هي الأكثر تطورا وحميمية بين الحواس الستة. يعد اللمس (بالإنجليزية:  haptics من الكلمة اليونانية القديمة (haptikos أمرًا مهمًا جدًا في عملية التواصل، وجوهريًا للبقاء على قيد الحياة.
حاسة اللمس أول ما يطوره الجنين من حواس. هدفت العديد من الأبحاث إلى دراسة تطور حاسة اللمس للرضع ومدى ارتباطها بتطور حواس أخرى كالرؤية. لوحظ أيضًا صعوبة تواؤم صغار البشر الذين يفتقرون إلى حاسة اللمس حتى مع امتلاكهم سمعًا وبصرًا جيدين. عانى الأطفال المصابون صعوبة بالغة في البقاء على قيد الحياة إذ لم يكن لديهم شعور باللمس، حتى لو كانت أبصارهم وأسماعهم في حالة جيدة. ينمو الرضع الذين يستطيعون الإدراك عبر حاسة اللمس بصورة أفضل بالرغم من عدم اكتمال نمو حاستي السمع والبصر لديهم بعد.
تتطور حاسة اللمس لدى الشمبانزي بشكل كبير كما تفعل لدى الرضع من البشر. يرى المواليد الجدد ويسمعون بضعف بالغ لكنهم يتشبثون بشدة بأمهاتهم (عن طريق حاسة اللمس). أجرى هاري هارلو دراسة مثيرة للجدل على قرود المكاك الريسوسي ولاحظ أن القرود التي استمدت غذاء من جهاز الأم (مجموعة من الأسلاك المعدنية تُلَّف على شكل الأم بها زجاجات حليب على شكل حلمات تمد الرضع بالغذاء)  ومحاط بقطعة قماش ناعمة أمدت الرضع بتحفيز حسي وراحة، كانت أكثر ثباتًا عاطفيًا من القرود التي تعرضت لرعاية أم معدنية بدون قطعة قماشية. عرّض هارلو في تجربته قرود المكاك الريسوسي الرضيعة إلى رعاية أم معدنية بزجاجة حليب وأم قماشية دون زجاجة حليب، ووجد أن القرود الرضيعة قضت وقتًا أطول مع الأم القماشية، في دلالة واضحة على تفضيلها الملمس الدافئ والمريح على الرعاية الغذائية.
للمس أشكال مختلفة، يعزز بعضها الرفاهية البدنية والنفسية. تؤدي اللمسة الدافئة المحبة إلى نتائج إيجابية بينما يمكن أن تؤدي اللمسة العنيفة إلى نتائج سلبية. تتيح حاسة اللمس تجربة أحاسيس مختلفة مثل: اللذة، أو الألم، أو الحرارة، أو البرودة. إحدى أهم جوانب اللمس هي القدرة على نقل المشاعر وتعزيز الحميمية الجسدية. حاسة اللمس هي العنصر الأساسي في التواصل اللمسي للعلاقات بين الأشخاص. تصنف اللمسات تبعًا لمصطلحات عدة، منها لمسات إيجابية، أو لعوبة، أو متحكمة، أو طقوسية، أو مرتبطة بواجبات معينة، أو غير متعمدة. قد تكون جنسية (كالتقبيل الذي يعد غالبًا نوعًا من التلامس الجنسي)، أو أفلاطونية (كالعناق والمصافحة)  يعد كل من الضرب، والدفع، والسحب، والقرص، والركل، والخنق، والقتال اليدوي أشكالاً من اللمس في سياق الاعتداء الجسدي.

## تصنيفات
تحدد هيسلين خمس فئات للمسات:
وظيفية / مهنية
تعبر عن توجيه المهام
اجتماعية / مهذبة
تعبر عن تفاعل الطقسي
صداقة / دفء
يعبر عن العلاقة المميزة
حب / علاقة الحميمة
يعبر عن الارتباط العاطفي
جنسية / إثارة
يعبر عن الرغبة الجنسية
لا يقتصر الهدف من التلامس على فئة واحدة من تلك الفئات ولكن قد تطور أي منها إلى الأخرى.
اللمسات الوظيفية/ المهنية
يجدر بالمديرين معرفة فعالية استخدام اللمس أثناء التواصل مع مرؤوسيهم، لكن عليهم الحذر من سوء الفهم لدوافع تلامسهم. قد تعني اليد على كتف شخص لفتة داعمة، بينما قد تعني تحرشًا جنسيًا لشخص آخر. من خلال العمل مع الآخرين واستخدام اللمس للتواصل، يجب أن يكون المدير على دراية بنوع التلامس الذي يتسامح معه كل واحد.
ترجح أبحاث هينلي أن يميل الشخص ذو السلطة للمس المرؤوس، لكن المرؤوس ليس حرا في أن يفعل المثل. يعد التلامس أداة اتصال غير لفظية قوية، واختلاف المعايير بين الرئيس والمرؤوس يمكن أن يؤدي إلى الارتباك فيما إذا كانت اللمسة تعبيرًا عن الهيمنة أو الحميمية وفقًا لبوريسوف وفيكتور.